# Machaeraptenus sordidipennis
Machaeraptenus sordidipennis är en fjärilsart som beskrevs av Rothschild 1916. Machaeraptenus sordidipennis ingår i släktet Machaeraptenus och familjen björnspinnare. Inga underarter finns listade i Catalogue of Life.